# Berlin-Marathon 1989
| 16. Berlin-Marathon    | 16. Berlin-Marathon          |
| ---------------------- | ---------------------------- |
| Stadt                  | Berlin, Deutschland          |
| Datum                  | 1. Oktober 1989              |
| Distanz                | 42,195 Kilometer             |
| Sieger                 |                              |
| Männer                 | Alfredo Shahanga (2:10:11 h) |
| Frauen                 | Päivi Tikkanen (2:28:45 h)   |
| ← Berlin-Marathon 1988 | Berlin-Marathon 1990 →       |
| Website                | Offizielle Website           |

Der Berlin-Marathon 1989 (offiziell: Real Berlin-Marathon 1989) war die 16. Ausgabe der jährlich stattfindenden Laufveranstaltung in West-Berlin, Bundesrepublik Deutschland. Der Marathon fand am 1. Oktober 1989 statt.
Bei den Männern gewann Alfredo Shahanga in 2:10:11 h, bei den Frauen Päivi Tikkanen in 2:28:45 h.

## Ergebnisse

### Männer
| Platz | Athlet              | Land         | Zeit (h) |
| ----- | ------------------- | ------------ | -------- |
| 01    | Alfredo Shahanga    | Tansania     | 2:10:11  |
| 02    | Dereje Nedi         | Äthiopien    | 2:11:15  |
| 03    | Spyros Andriopoulos | Griechenland | 2:12:59  |
| 04    | Nikolay Tabak       | Sowjetunion  | 2:13:03  |
| 05    | Sergey Rozum        | Sowjetunion  | 2:13:03  |
| 06    | Jan Huruk           | Polen        | 2:13:12  |
| 07    | Karol Dolega        | Polen        | 2:13:18  |
| 08    | Osmiro Silva        | Brasilien    | 2:13:39  |
| 09    | Igor Braslavskiy    | Sowjetunion  | 2:13:58  |
| 10    | Daniel Böltz        | Schweiz      | 2:14:11  |

### Frauen
| Platz | Athletin           | Land           | Zeit (h) |
| ----- | ------------------ | -------------- | -------- |
| 01    | Päivi Tikkanen     | Finnland       | 2:28:45  |
| 02    | Renata Kokowska    | Polen          | 2:32:04  |
| 03    | Kerstin Preßler    | BR Deutschland | 2:33:35  |
| 04    | Sissel Grottenberg | Norwegen       | 2:33:55  |
| 05    | Rita Borralho      | Portugal       | 2:34:11  |
| 06    | Dimitra Papaspirou | Griechenland   | 2:34:24  |
| 07    | Krystyna Chyliñska | Polen          | 2:35:52  |
| 08    | Angelika Dunke     | BR Deutschland | 2:36:13  |
| 09    | Ágnes Sipka        | Ungarn         | 2:36:58  |
| 10    | Irina Sklyarenko   | Sowjetunion    | 2:36:59  |